# Clawfinger
Clawfinger är ett svensk-norskt rap metal-band, med influenser från industrimetal, bildat sommaren 1989. Bandet fick sitt genombrott med anti-rasistiska låten "Nigger" från skivan Deaf Dumb Blind 1993. 2013 lade de ner verksamheten.  
De har 2014–2016 gjort enstaka spelningar. 2017 startade de upp bandet igen och släppte en ny singel, "Save Our Souls". 2019 kom singeln "Tear You Down". 
År 1993 kompade de Just D på EP:n Klåfinger.

## Medlemmar

### Senaste medlemmar
- Zak Tell – sång (1989–2013, 2017– )
- Jocke Skog – keyboard, sång (1989–2013, 2017– )
- Bård Torstensen – kompgitarr (1989–2013, 2017– ), sologitarr (2003–2013, 2017– )
- André Skaug – basgitarr (1992–2013, 2017– )
- Micke Dahlén – trummor (2008–2013, 2017– )

### Tidigare medlemmar
- Erlend Ottem – sologitarr (1989–2003)
- Morten Skaug – trummor (1992–1994)
- Ottar Vigerstøl – trummor (1994–1997)
- Henka Johansson – trummor (1997–2008)

## Diskografi

### Studioalbum
- Deaf Dumb Blind (1993)
- Use Your Brain (1995)
- Clawfinger (1997)
- A Whole Lot of Nothing (2001)
- Zeros & Heroes (2003)
- Hate Yourself with Style (2005)
- Life Will Kill You (2007)
- Before We All Die (2026)

### Singlar
- "Nigger" (1993)
- "The Truth" (1993)
- "Rosegrove" (1993)
- "Warfair" (1994)
- "Pin Me Down" (1995)
- "Tomorrow" (1995)
- "Do What I Say" (1995)
- "Biggest & the Best" (1997)
- "Two Sides" (1998)
- "Don't Wake Me Up" (1998)
- "Out to Get Me" (2001)
- "Nothing Going On" (2001)
- "Recipe for Hate" (2003)
- "Bitch" (2003)
- "Dirty Lies" (2005)
- "Without a Case" (2006)
- "The Price We Pay" (2007)
- "Little Baby" (2007)
- "Save Our Souls" (2017)
- "Tear You Down" (2019)
- "Scum" (2025)

### Samlingsalbum
- The Biggest and the Best of Clawfinger (2001)

### Annat
- Klåfinger (1992) (EP: Just D och Klåfinger (Clawfinger))[1]